# قوخموق
قوخموق (به لاتین: Qoxmuq) یک منطقه مسکونی در جمهوری آذربایجان است که در شهرستان شکی واقع شده است. قوخموق ۴۴۸۱ نفر جمعیت دارد. 

## دین
در مسجد جامع این روستا یک هیئت مذهبی وجود دارد.